# Poets of the Fall
Poets of the Fall (POTF) là một ban nhạc rock của Phần Lan.
Nhóm bao gồm Marko Saaresto (hát chính), Oliver Tukiainen (guitar), Markus "Captain" Kaarlonen (keyboards, sản xuất), Jani Snellman (bass guitar), Jaska Mäkinen (rhythm guitar, hát nền) và Jari Salminen (keyboard).
Nhóm bắt đầu sự nghiệp ca hát của mình từ hai bàn tay trắng năm 2003. Marko đã bán tất cả những gì mình có để theo đuổi niềm đam mê của cả đời mình, ca hát, cùng với Olli và Captain. Anh đã phải chuyển vào sống nhờ ở tầng hầm trong nhà của người thân vì anh chẳng còn nơi nào để ở sau khi bán sạch tất cả. Ban nhạc lập một studio nhỏ ở phòng khách của Captain dành cho việc thu âm và sản xuất, và lập văn phòng trong chiếc xế cũ ọp ẹp của Olli. Kết quả của việc thu âm cho ra một sự hòa trộn giữa Pop, Rock, Metal, và industrial sounds.
Đĩa đơn đầu tay của ban nhạc là "Late goodbye", bài hát được viết cho game Max Payne 2. Thông qua trò chơi bài hát đã được đưa đến với hàng triệu thính giả, bài hát đã trở thành số một tại Phần Lan, và làm cho ban nhạc được cả thế giới biết đến và một giải nhất tại lễ trao giải G.A.N.G 2004.

## Các thành tựu của

### Các Album
- Signs of Life  (2005)
- Carnival of Rust  (2006)
- Revolution Roulette  (2008)
- Twilight Theater  (2010)
- Temple of Thought  (2012)
- Jealous Gods  (2014)
- Clearview  (2016)
- Ultraviolet  (2018)
- Ghostlight  (2022)